# Yunguyo del Litoral (gemeente)
Yunguyo del Litoral is een gemeente (municipio) in de Boliviaanse provincie Litoral in het departement Oruro. De gemeente telt naar schatting 541 inwoners (2018). De hoofdplaats is Yunguyo.